# Mesoligia prolai
Mesoligia prolai là một loài bướm đêm trong họ Noctuidae.